# Urbanův figurální test tvořivého myšlení
Urbanův figurální test tvořivého myšlení (TSD-Z) je screeningový nástroj umožňující identifikaci jedinců s vysokými tvořivými schopnostmi, nebo naopak jedinců s podprůměrnou měrou těchto schopností. Pochází z poloviny 80. let a autory jsou H. G. Jellen, který metodu rozpracoval, a K. K.Urban, který po Jellenově smrti s metodou výzkumně pracoval. Test byl následně po standardizaci a validizaci vydán v roce 1993 Univerzitou v Hannoveru. Jeho původní německý název je "Test zum Schöpferischen Denken – Zeichnerisch", od něj zkratka TSD-Z. V roce 2002 vyšla v Bratislavě slovenská verze, jejímž autorem je T. Kováč, a v roce 2003 následovala i česká verze vydaná v Brně, kterou ze slovenštiny přeložila L. Šilerová. Manuál testu obsahuje německé a slovenské normy, české prozatím nejsou k dispozici.

## Popis testu
Test je určen pro široké spektrum populace od 4 do 95 let a lze jej použít jak individuálně, tak i skupinově. Má vysokou úroveň napříč kulturami. Lze ho uplatnit ve spoustě oblastí, především v oblasti vývojové, klinické, diferenciální, pracovní a poradenské psychologii. Urbanův figurální test tvořivého myšlení tvoří dva testové archy, a to forma A a B. Obě formy jsou totožné, jen forma B je o 180 stupňů otočená. Důvod dvou forem je ten, že autoři došli k názoru, že různí lidé na test reagují specificky. Někteří začínají kreslit ihned, někteří si řešení více rozmýšlejí a mají v hlavě více námětů. Z toho důvodu přidali pro porovnání "druhý pokus" testu. Každý arch obsahuje čtvercový rám a šest figurálních fragmentů: půlkruh, tečku, pravý úhel, vlnovku, přerušovanou čáru a malé hranaté „u“ v prostoru mimo rám. Úkolem testovaného jedince je potom dokreslit dle své vůle danou kresbu, nejprve tedy formu A, a po jejím dokončení i formu B. Na závěr mohou být probandi vyzvání k pojmenování své kresby.
Cílem této metody není postihnout pouze kvantitativní aspekty tvořivého myšlení, ale soustředí se i na kvalitativní, obsahové a elaborativní aspekty tvořivosti. Urbanovo pojetí tvořivosti je komplexnější a při konstruování testu se zaměřil mimo kognitivních aspektů (divergentní myšlení, obecné a specifické vědomosti) i na osobnostní komponenty jedince (zaměřenost a cílevědomost, motivaci a otevřenost a toleranci k víceznačnosti).

## Administrace a kritéria hodnocení
Tento test lze administrovat individuálně i skupinově. Administrace trvá maximálně 15 minut pro jednu formu a účastník smí při vyplňování testu používat pouze černou psací potřebu. Ostatní nástroje, jako např. guma či pravítko nejsou povoleny. Po zadání přesné instrukce: „Před Vámi je kresba, kterou někdo začal, ale skončil dřív, než věděl, co chtěl nakreslit. Vaším úkolem je obrázek dokreslit tak, jak chcete. Neexistuje správné  nebo  nesprávné  řešení,  vše,  co  nakreslíte,  je  správné.“,  je  úkolem  účastníka neúplnou kresbu dokončit podle sebe.
Výsledek tohoto testu se následně hodnotí na základě 14 kritérií:
1. Použití předložených fragmentů (použití předložených šesti fragmentů; i bez dokreslení; proband může získat 0 – 6 bodů)
2. Dokreslení (přímé dokreslení fragmentů; 0 – 6 bodů)
3. Nové prvky (nové prvky bez spojení s původními fragmenty; 0 – 6 bodů)
4. Grafické spojení (1 bod za každé grafické propojení dvou prvků; 0 – 6 bodů)
5. Tematické spojení (1 bod za každé tematické propojení dvou prvků; 0 – 6 bodů)
6. Překročení hranice závislé na figuře (dokreslení „u“,  které  leží  mimo prostor čtvercového rámu; pouze 0, nebo 6 bodů)
7. Překročení hranice nezávislé na figuře (dokreslení mimo rám, které není spojené s „u“; pouze 0, nebo 6 bodů)
8. Perspektiva (pokus o trojrozměrné zachycení; pouze 0, nebo 6 bodů)
9. Humor, resp. afektivita/emocionalita/expresivní síla kresby (vyvolá-li v posuzovateli kresba nějakou takovou reakci; 0 - 6 bodů)
10. Nekonvenčnost A: manipulace s materiálem (vyskytuje se nekonvenční manipulace s materiálem, např. otočení testového archu; pouze 0, nebo 3 body)
11. Nekonvenčnost B: abstraktní, surrealistické téma (obsahuje abstraktní nebo surrealistické prvky; pouze 0, nebo 3 body)
12. Nekonvenčnost C: použití znaků nebo symbolů (tzn. písmen, číslic, obecně platných symbolů jako např. kříž, které nejsou součástí pojmenování, ale kresby samotné; pouze 0, nebo 3 body)
13. Nekonvenčnost D: nepoužívání stereotypních figur (tzn. jiné než běžné dokreslení předložených fragmentů, příklad stereotypní figury – dokreslením půlkruhu vznikne slunce; pouze 0, nebo 3 body)
14. Časový faktor (doba řešení; zohledňuje se pouze, pokud proband dosáhl alespoň 25 bodů; není však rozhodující a může být zcela vypuštěn; 0 – 6 bodů.

Sečtením bodů všech položek získáme celkové skóre TSD-Z. Maximální bodový zisk je 72 bodů nebo 66  bodů, nepřihlížíme-li k poslednímu časovému faktoru. Výsledek testu, kromě schopnosti smysluplně, originálně dokreslit předložené fragmenty a obohatit je o nové prvky či detaily, vypovídá i o otevřenosti vnímání a schopnosti přeměnit předložené fragmenty, riskovat a překračovat hranice nebo schopnosti obohatit téma o humorné, expresivní nebo abstraktní prvky.

## Vývojová stadia dle Urbanova testu
K. K. Urban popsal na základě svého nástroje tvořivosti tato vývojová stadia:
1. stadium: dítě ještě není schopno přizpůsobit se danému problému (čmárá nezávisle na předložených fragmentech).
2. stadium: dítě se začíná přizpůsobovat předloženým vzorům.
3. stadium: dítě již začíná pracovat s fragmenty, ale ještě ne moc originálně (dokreslovat je, uzavírat atd.)
4. stadium: dítě vytváří pomocí fragmentů vlastní celky.
5. stadium: dítě dává objekty do vzájemných vztahů.
6. stadium: doplněný, kompletní výsledek, nové prvky dotvářející celek.

## Psychometrické parametry
Test má vysokou reliabilitu vyhodnocování, korelační koeficienty posuzování stejných řešení různými posuzovateli dosahovaly hodnot 0,89–0,97. Různé studie zaměřené na reliabilitu test  –  retest při opakovaném měření odhalily vysoké korelace (0,71  –  0,81), a i diferenciální reliabilita (rozlišování mezi vysoce a nízce skórujícími probandy) vyšla vysoce signifikantní (χ2 = 33,54, Ckor. = 0,92). Ukázalo se, že TSD-Z koreluje např. s výkonem v Shoppeho verbálním testu tvořivosti (r = 0,36, p < 0,5). V manuálu je zmíněna i pravděpodobnost chyby měření, maximální odchylka činí +/- 5 bodů. Testování německé i slovenské verze neprokázaly žádné rozdíly mezi pohlavími. Co se týče věku, bylo zjištěno, že s rostoucím věkem „výkonnost“ stoupá, což by měly zohlednit dané normy při převodu na percentily a T-skóry.